# Brian Epstein

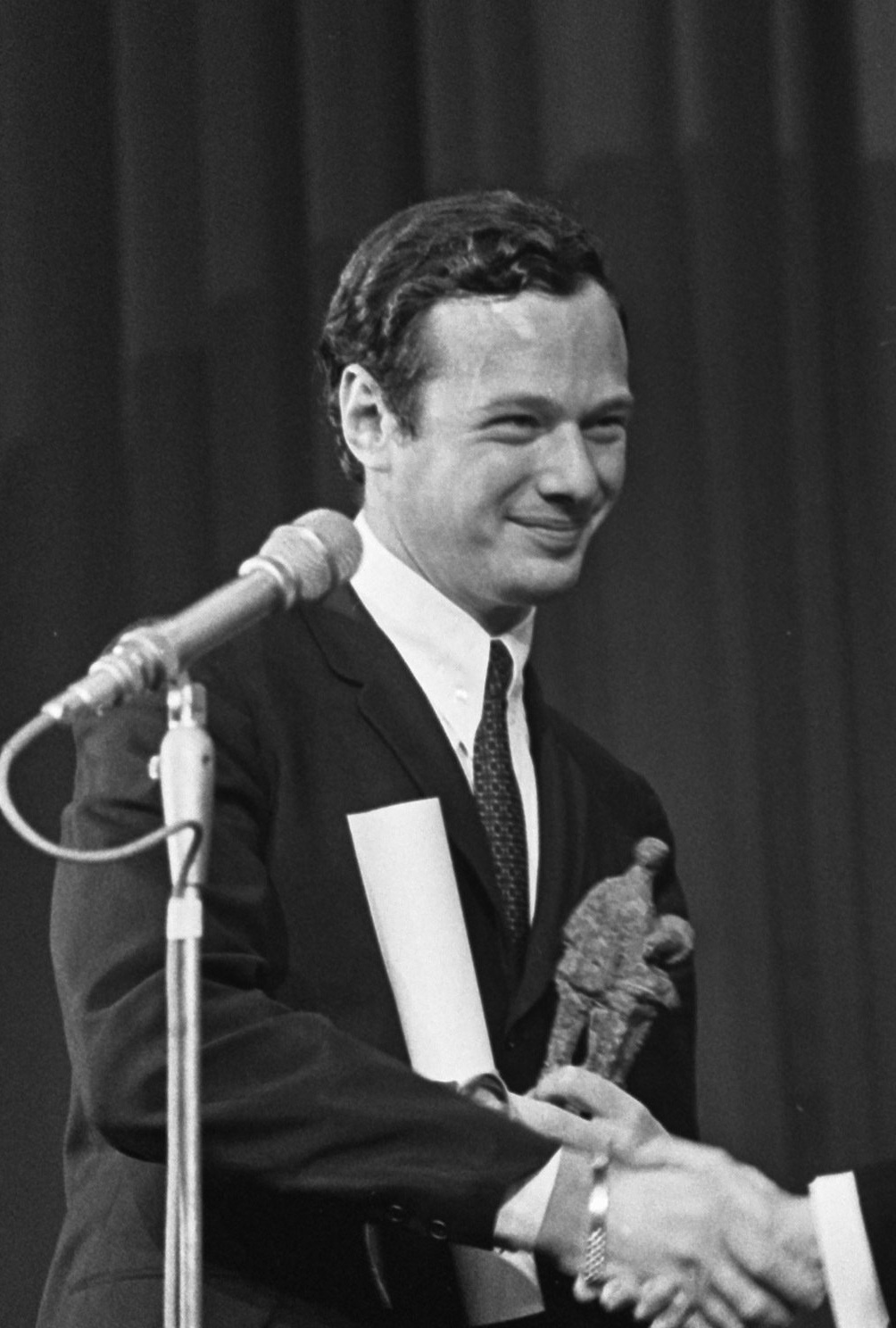
Brian Epstein (1965)

Brian Samuel Epstein (Liverpool, 19 september 1934 - Londen, 27 augustus 1967) was een Engels zakenman die bekend werd als manager van The Beatles.

## Biografie
Epstein kreeg van zijn vader een baantje in zijn net geopende Northern England Music Stores. Toen vader een tweede zaak opende in Liverpool kreeg Brian de hele verantwoordelijkheid over die zaak. Op 3 augustus 1961 begon Epstein met een regelmatige column in het populaire muziekblad Mersey Beat.
Epstein merkte The Beatles voor het eerst op toen in zijn zaak de vraag kwam naar een single genaamd 'My Bonnie', uitgevoerd door een Liverpools bandje en uitgebracht door Bert Kaempfert Produktion in Hamburg. Epstein en zijn vriend Alistair Taylor gingen de band beluisteren in de Cavern Club, een club waar zij vaak optraden en die vlak bij de winkel van Epstein was. Epstein werd bij die gelegenheid onmiddellijk gegrepen door de muziek, de beat en het gevoel voor humor van The Beatles.
Op 10 december 1961 viel het besluit dat Epstein The Beatles zou gaan managen. Vervolgens werd op 24 januari 1962 een contract voor vijf jaar getekend, in het huis van Pete Best, de drummer. De groep had toen al een mislukte auditie bij Decca achter de rug. Epstein zelf tekende het contract niet, om de Beatles de mogelijkheid te geven om elk moment uit de overeenkomst te stappen.
Hoewel Epstein niet bekendstond om zijn zakelijk inzicht was hij toch de drijvende kracht achter het succes van de band in hun beginjaren. Toen Epstein de band voor het eerst ontmoette droegen de musici jeans en leren jassen en speelden zij ruige rock-'n-roll. Hij zette de jongens ertoe aan om pakken te gaan dragen en niet meer te roken, drinken en te vloeken op het podium. Ook was hij de choreograaf van de beroemde synchrone buiging van The Beatles aan het einde van hun optredens. Hierdoor raakten The Beatles bij een groter publiek in zwang.

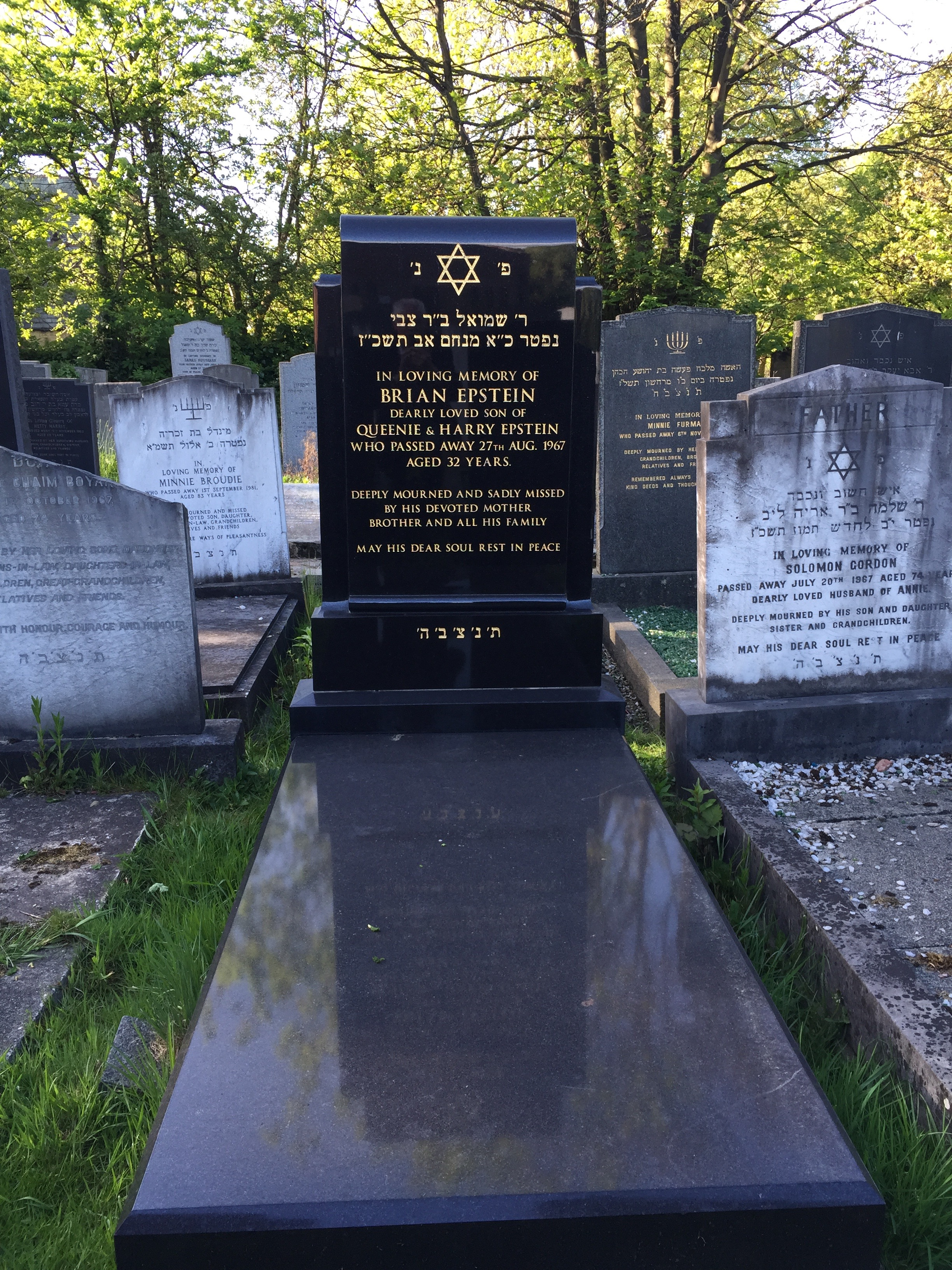
Graf van Brian Epstein op een Joodse begraafplaats in Liverpool

Nadat elke grote platenmaatschappij in Engeland hem had afgewezen lukte het Epstein om de band binnen te krijgen bij het kleine Parlophone-label van EMI. Nu de band op het punt stond om door te breken vroegen John Lennon, Paul McCartney en George Harrison aan Epstein om drummer Pete Best de wacht aan te zeggen, omdat hij te traag zou zijn. In de plaats van Best deed vervolgens Richard Starkey (artiestennaam Ringo Starr) zijn intrede.
Na The Beatles nam Epstein ook andere artiesten onder zijn hoede: Gerry & the Pacemakers, Billy J. Kramer with The Dakotas, Cilla Black, The Fourmost, The Remo Four, korte tijd ook The Merseybeats, en de Amerikaanse groep The Cyrkle.
Brian Epstein was homoseksueel en het gerucht ging dat hij verliefd was op John Lennon en zelfs een verhouding met hem had toen zij samen in 1963 in Spanje op vakantie gingen. Lennon heeft deze geruchten later ontkend.
Epstein overleed aan een overdosis drugs (waarschijnlijk slaappillen) op 27 augustus 1967. Officieel werd gesproken van een ongeluk, maar er werd ook gespeculeerd over zelfmoord. Zijn homoseksualiteit was niet alleen volkomen onacceptabel voor het Engeland van de jaren zestig en de middle class waar Epstein uit afkomstig was, maar ook zelf zou hij, naar verluidt, met zijn geaardheid geen raad hebben geweten.
Epstein had altijd grote invloed gehad op het vormgeven en presenteren van The Beatles. Hij beïnvloedde elk aspect van hun carrière en met zijn wegvallen begon de groep, na de ontdekking van een grotere creatieve vrijheid, langzaam maar zeker uit elkaar te vallen.